# Tina Koch & Back-Ideen
tina Koch & Back-Ideen ist eine Schwesterzeitschrift des Frauenmagazins tina, die von der Bauer Media Group monatlich herausgegeben wird. Redaktionssitz ist Hamburg, Ressortleiterin ist Karina Bárany.

## Inhalt und Schwerpunkte
Im Titelthema jeder Ausgabe steht die saisonale Küche im Mittelpunkt. Weitere Schwerpunkte sind Backrezepte auf jeweils 10 Seiten sowie ein achtseitiges monothematisches Extra mit Rezeptvorschlägen und Warenkunde.

## Auflage und Verbreitung
tina Koch & Back-Ideen erreicht laut IVW 1/2025 eine verbreitete Auflage von 43.438 Exemplaren und erreicht eine Reichweite lt. MA15 P1 von 0,92 Mio. Lesern.